# Armuña de Almanzora
Armuña de Almanzora község Spanyolországban, Almería tartományban. Lakosainak száma 331 fő (2024).

## Földrajza
Armuña de Almanzora Tíjola, Lúcar, Purchena, Suflí, Sierro és Bayarque községekkel határos.

## Népesség
A település lakosságának változását az alábbi diagram mutatja:
| Lakosok száma | 327  | 310  | 321  | 335  | 342  | 332  | 326  | 302  | 313  | 331  |
|               | 2001 | 2004 | 2006 | 2009 | 2011 | 2014 | 2016 | 2019 | 2021 | 2024 |